# كوديم
الكوديم (الاسم العلمي:Codiaeum) هو جنس من النباتات يتبع الفصيلة الفربيونية من رتبة الملبيغيات.

## أنواع الكوديم
- كوديم بالاوي
- كوديم ثلاثي الكأسية
- كوديم حامل القنابات
- كوديم درعي
- كوديم رقيق الأوراق
- كوديم زغبي
- كوديم عظيم الأزهار
- كوديم غشائي
- كوديم قليل المتاع
- كوديم لوزوني
- كوديم متباين
- كوديم متقارب
- كوديم هدبي